# Andrzej Bolewski
Andrzej Adolf Stanisław Bolewski (ur. 17 lipca 1906 w Małogoszczu, zm. 29 listopada 2002 w Krakowie) – mineralog i petrograf.

## Okres przed II wojną światową
Syn Jana, farmaceuty, i Anny z Szymańskich. Na początku I wojny światowej został wysiedlony wraz z rodzicami w głąb Rosji (Ukraina, Kaukaz). Po powrocie do kraju zamieszkał wraz z rodziną w Radomiu, gdzie w 1924 ukończył szkołę średnią i zdobył świadectwo dojrzałości. Po odbyciu praktyki w kopalni soli w Wieliczce, zdał egzamin na Wydział Górniczy Akademii Górniczo-Hutniczej w Krakowie, który ukończył w 1930. Pracę na tej uczelni zaczął w roku 1928 jako młodszy asystent Zakładu Mineralogii i Petrografii.
Należał do Polskiej Korporacji Akademickiej Montana, której był prezesem w 1930. Przewodził Krakowskiemu Kołu Międzykorporacyjnemu.
W 1930 pracował w kopalni ropy naftowej w Moreni (Rumunia). Następnie odbył podróż naukową do Włoch (sycylijskie kopalnie siarki), Grecji (kopalnie rud cynku i ołowiu Laurion), Austrii i Czechosłowacji. W 1933 odbył uzupełniające studia mineralogiczne na uniwersytecie w Liège, Gandawie i Lowanium. Na Sorbonie studiował problemy struktury kryształu oraz mikroskopię światła odbitego. W Lille zapoznał się z petrografią węgla kamiennego, a w szkole handlowej w Antwerpii z ekonomiką surowców mineralnych. W tym samym roku studiował w Hiszpanii złoża rtęci, siarki i pirytu. Doktoryzował się na AGH w 1935, a habilitował w 1939. Od 1936 pełnił obowiązki kierownika Zakładu Mineralogii i Petrografii AGH.

## Lata okupacji
Bolewski brał udział w kampanii wrześniowej 1939 jako podporucznik Wojska Polskiego, szczęśliwie uniknął niewoli niemieckiej. Został aresztowany 6 listopada 1939 w ramach akcji – „Sonderaktion Krakau”. Przebywał w więzieniu we Wrocławiu, następnie został zesłany najpierw do obozu koncentracyjnego Sachsenhausen, a potem do Dachau. Zwolniony na skutek interwencji hiszpańskich i włoskich naukowców, powrócił do Krakowa, gdzie wraz z prof. Walerym Goetlem prowadził działalność konspiracyjną oraz tajne nauczanie, wykorzystując do tego Techniczną Szkołę Górniczo-Hutniczo-Mierniczą, utworzoną za zgodą okupanta. Przygotowywał skrypty i podręczniki akademickie, w czym pomagał mu Zbigniew Werner.
W porozumieniu z Walerym Goetlem zbierał materiały na temat przyszłych Ziem Odzyskanych, a zwłaszcza dane dotyczące surowców mineralnych i szlaków komunikacyjnych, głównie drogi wodnej Odry. Pomagał mu w tym Hubert Gruszczyk. Był także uczestnikiem i doradcą polskiej delegacji na konferencji w Poczdamie w 1945, gdzie brał udział w negocjacjach Wielkiej Trójki (Truman, Churchill, Stalin), w komisji badającej sprawę wytyczenia przyszłych zachodnich granic Polski.

## Po II wojnie światowej
Na początku 1945 kierował odbudową wypalonego gmachu głównego AGH. W marcu tego roku brał udział w przejmowaniu Wrocławia i obiektów górniczych Dolnego Śląska. Został też kierownikiem Zakładu Mineralogii i Petrografii AGH, którym kierował do 1969, gdy pozbawiono go tej funkcji.
W roku 1946 został profesorem nadzwyczajnym, a zwyczajnym w 1950, był także organizatorem Wydziału Górniczego Politechniki Śląskiej w Gliwicach. W latach 1951–1952 był prorektorem AGH. W 1952 powołany został na stanowisko prezesa Centralnego Urzędu Geologii. W roku 1952 został także członkiem korespondentem, a w 1976 członkiem rzeczywistym PAN. Jako prezes CUG zreorganizował państwową służbę geologiczną. Po ustąpieniu w 1957 z urzędu prezesa CUG poświęcił się pracy na AGH. W latach 1960–1962 był ponownie prorektorem tej uczelni. W 1969, w ramach szeroko zakrojonej „reorganizacji” szkolnictwa wyższego został pozbawiony kierownictwa katedry. Przez pewien czas był też pracownikiem Instytutu Geologicznego oraz członkiem Polskiego Towarzystwa Geologicznego. W 1976 przeszedł na emeryturę.
W roku 1984 otrzymał tytuł Doktora honoris causa Akademii Górniczo-Hutniczej, a następnie także Politechniki Śląskiej w Gliwicach. W 1990 został członkiem PAU. Był członkiem honorowym i wieloletnim prezesem Polskiego Towarzystwa Mineralogicznego, członkiem Brytyjskiego Towarzystwa Mineralogicznego i Francuskiego Towarzystwa Mineralogicznego i Krystalograficznego. Był autorem i współautorem wielkiej liczby artykułów naukowych, monografii, podręczników akademickich i encyklopedii, a także książek z historii nauki i wspomnień.
Został pochowany na cmentarzu wojskowym przy ul. Prandoty w Krakowie (kwatera XCII-zach-1 po prawej Wejtanków).

## Publikacje
Są to głównie prace dotyczące skał magmowych, złóż siarki, fosforytów, węgla. Najbardziej znane podręczniki:
- Rozpoznawanie minerałów (1955)
- Mineralogia szczegółowa (1965, wyd. 3 1982)
- Petrografia (1974, wyd. 2 1982)
- Mineralogia szczegółowa (1993)

## Ordery i odznaczenia
- Krzyż Wielki Orderu Odrodzenia Polski (11 listopada 1996)[9][10]
- Krzyż Komandorski z Gwiazdą Orderu Odrodzenia Polski
- Krzyż Komandorski Orderu Odrodzenia Polski
- Krzyż Oficerski Orderu Odrodzenia Polski (2 sierpnia 1945)[11]
- Złoty Krzyż Zasługi (15 listopada 1946)[12]
- Krzyż Oświęcimski
- Medal Rodła (1985)[3]
- Medal 10-lecia Polski Ludowej (15 stycznia 1955)[13]
- Medal im. Mikołaja Kopernika PAN (1986)[14]
- Odznaka Grunwaldzka
- Złota Odznaka „Za Pracę Społeczną dla miasta Krakowa” (1969)[15]